# ドラフト会議 (WPS)
アメリカ女子プロサッカーのドラフト会議 (WPS Draft) は、アメリカ女子プロサッカー (WPS) に所属するクラブが、次年度より新規加入予定の選手やアメリカ国外でプレーする外国人選手を獲得するために行われる会議である。

## 概要
開幕初年となる2009年度向けドラフトでは、2008年9月16日、初年度より参入予定の7クラブに、サッカーアメリカ合衆国女子代表選手21名を、各3名ずつ割り当てる事 (WNT allocation)が最初のドラフトとして行われた。1週間後の9月24日に、会議形式を取った最初のドラフトである国際ドラフトが開催され、1クラブあたり各4名ずつ選手の指名を行った。10月6日に、アメリカ国内の他のサッカーリーグに所属する選手を対象としたドラフト (1クラブあたり指名権4回) が、翌2009年1月16日には、大学卒業予定の選手や、10月のドラフトで対象外となった選手を対象にドラフト (1クラブあたり指名権10回) が行われた。
2010年度は新規参入予定クラブが2クラブあったため、2009年9月15日、既存7クラブに所属する選手を対象に参入予定クラブが指名を行った (指名権回数は1クラブあたり9回)。1週間後の9月22日に、国外でプレーする選手を対象としたドラフト (参加資格は新規参入予定2クラブのみ) が行われた。2010年1月15日、既存7クラブも含めた全所属クラブが参加し、新卒選手を対象としたドラフトがフィラデルフィアで開催された。

## ドラフト会議の種類
- 国際ドラフト (International Draft) - アメリカ国外でプレーする外国籍選手 (特に現役の代表選手) が対象であり、クラブに与えられる指名権は4回。
- 新卒選手対象ドラフト (College Draft) - アメリカ国内の大学でプレーする選手が主な対象。クラブに与えられる指名権は3回。ただしクラブ間で指名順のトレードを行う事ができる。

## 過去のドラフト会議結果
- 2008-09年
- 2009-10年